# Magiczny dom na przylądku
Magiczny dom na przylądku (jap. 岬のマヨイガ Misaki no mayoiga) – powieść autorstwa Sachiko Kashiwaby, publikowana w dzienniku „Iwate Nippo” od 10 maja 2014 do 4 lipca 2015. Wydawnictwo Kōdansha opublikowało ją później w jednym tomie z okładką autorstwa Yukiko Saito 11 września 2015.
Na jej podstawie studio David Production stworzyło film anime, którego premiera odbyła się w sierpniu 2021. Produkcja jest częścią projektu „Zutto Ōen Project 2011 + 10...”, upamiętniającego 10. rocznicę trzęsienia ziemi w Tōhoku w 2011 roku.

## Fabuła
Po niszczycielskim trzęsieniu ziemi w Tōhoku Yui i Hiyori trafiają do schroniska, gdzie poznają życzliwą staruszkę Kiwę. Razem tworzą nową rodzinę i przeprowadzają się do starego, przestronnego domu na przylądku. Kiwa nawiązuje kontakt z przyjaznymi kappami, Zashiki-warashi, Komainu i Ojizōsama oraz innymi. Wspólnie bohaterowie stawiają czoła demonom, które żywią się ludzkim smutkiem po katastrofie.

## Bohaterowie
- Yui (jap. ユイ)

Seiyū: Natsumi Kawaida 
- Hiyori (jap. ひより)

Seiyū: Awano Sari 
- Kiwa Yamana (jap. 山名 キワ Yamana Kiwa)

Seiyū: Shinobu Ōtake 
- Kappa z Toyosawagawy (jap. 豊沢川の河童 Toyosawagawa no kappa)

Seiyū: Mikio Date 
- Kappa z Kitakamigawy (jap. 北上川の河童 Kitakamigawa no kappa)

Seiyū: Takeshi Tomizawa 
- Kappa z Mabechigawy (jap. 馬淵川の河童 Mabechigawa no kappa)

Seiyū: Shōhei Uno 
- Kappa z Kozuchigawy (jap. 小鎚川の河童 Kozuchigawa no kappa)

Seiyū: Takuya Tasso 
- Zashiki-warashi (jap. 座敷童)

Seiyū: Sally Amaki 

## Film anime
Adaptacja w formie filmu anime została zapowiedziana 5 listopada 2020. Za produkcję odpowiadało studio David Production, reżyserem został Shin’ya Kawatsura, scenariusz napisała Reiko Yoshida, a muzykę skomponował Yuri Miyauchi. Film został wydany w Japonii 27 sierpnia 2021. 
W Polsce pokazy filmu miały miejsce podczas festiwalu Ale Kino!, a pierwszy z nich odbył się 1 października 2022.

## Odbiór
W 2016 roku powieść zdobyła 54. nagrodę Noma Bungei Shō, a w 2024 roku jej angielskie wydanie otrzymało nagrodę Mildreda Batcheldera.
W 2021 roku film otrzymał nagrodę za najlepszy film animowany na Festiwalu Filmowym Mainichi.